# Henry M. Ridgely
Henry M. Ridgely (Dover, 1779. augusztus 6. – Dover, 1847. augusztus 6.) az Amerikai Egyesült Államok szenátora (Delaware, 1827–1829).